# Brockton (Sutton Maddock)
Brockton – przysiółek w Anglii, w hrabstwie Shropshire, w dystrykcie (unitary authority) Shropshire. Leży 11 km od miasta Much Wenlock. Brockton jest wspomniana w Domesday Book (1086) jako Broctone.